# Santa Cecília del Tarròs
Santa Cecília de Tornabous és l'església parroquial amb elements gòtics i renaixentistes del Tarròs, al municipi de Tornabous (Urgell), protegida com a bé cultural d'interès local.

## Descripció
És una església coberta a dues aigües, on cada capella lateral té la seva pròpia coberta, cadascuna d'elles a una determinada alçada. A la façana hi ha la rosassa i la porta d'accés, rectangular, sobre la qual es troba una fornícula amb l'escultura, d'època contemporània, de Santa Cecília. El campanar està adossat al costat esquerre. És de planta rectangular amb els angles arrodonits i obertures en arcs de mig punt on hi ha quatre campanes a la part superior. Interiorment té una nau coberta amb volta de canó de cinc trams. Té cor i tres capelles laterals per banda, a les que s'accedeix a través d'arcs de mig punt. Als murs laterals hi ha unes pilastres adossades. L'absis és poligonal a la part inferior i semiesfèric a la superior, amb un relleu en forma de venera sostinguda per dues petxines laterals.
A l'altar principal es venera la imatge de Santa Cecília, d'alabastre, de factura gòtica amb reminiscències romàniques. Fa 1 metre d'alçada. Durant els atacs de 1936 quedà destrossada i es restaurà l'any 1988.